# Vincent Delannoy
Pour les articles homonymes, voir Delannoy.
Vincent Delannoy est un journaliste, historien, philologue, auteur et essayiste belge, né à Kinshasa en 1972. Il traite régulièrement de sujets qui portent sur l'Afrique. Son travail se base sur une large documentation, journalistique et historique, présentée généralement sous la forme de récit. 

## Biographie
Il est né à Kinshasa, de parents actifs professionnellement en RDC (ex Zaïre) et en Afrique centrale. Il est cousin de l'écrivain et musicologue Luc Delannoy (es) et arrière-petit-fils de l'archéologue Louis Siret.
Après des candidatures en Histoire aux Facultés Universitaires Saint-Louis à Bruxelles, il poursuit ses licences à la Katholieke Universiteit Leuven (KUL), il collabore aussi à la traduction d'ouvrages scientifiques et de haute vulgarisation. Il poursuit ensuite sa formation à l’Université Catholique de Louvain (UCL) où il obtient le titre de Licencié en Philologie romane avec un mémoire de théorie littéraire portant sur La conception de l’inspiration poétique dans les écrits de Paul Valéry.
Vincent Delannoy est un journaliste, intéressé par l'Afrique, le monde de l'entreprise et l'actualité bruxelloise. Il fait ses premières armes en 1998 comme stagiaire au quotidien La Dernière Heure au département Informations générales. Ensuite, il collabore notamment aux dossiers pratiques de L’Écho et d’autres titres de la presse économique et périodique (notamment Media Marketing, HR Magazine, Paperjam). Depuis 2000, il collabore au mensuel Entreprendre, devenu Bruxelles Métropole en 2015. Il est officier de l'Ordre de la Couronne.
En 2007, il publie son premier essai Secret d’État, Le livre noir des Belges zaïrianisés , avec Olivier Willocx, directeur de la fédération des entreprises de Bruxelles (BECI). Son livre humoristique, Vilvador dans la tourmente est illustré  par le dessinateur de presse  Max Tilgenkamp, alias Stripmax. Ils ont vu Marie est son premier livre publié en France. Aux éditions Samsa, l’auteur retrace la traversée des Alpes par Hannibal sous la forme d’un récit. Après ses contributions sur l'Afrique, l'auteur s'intéresse plus spécialement à Bruxelles et à la peinture avec ses essais Bruegel et Bruxelles (2019), James Ensor à Bruxelles (2021) et La vie et la mort selon Bruegel (2025).

## Publications
- 2007 - Secret d’État, Le livre noir des Belges zaïrianisés (1973-2007) avec Olivier Willocx. (ISBN 978-2-8710-6450-3)
- 2009 - Vilvador dans la tourmente, Bruxelles, Caïra édition, 2009, 64 p.  (ISBN 978-2-8710-6475-6)
- 2010 - Ils ont vu Marie, Paris, éditions de l’œuvre, 2010, 128 p.  (ISBN 978-2-35631-065-1)
- 2011 - Opération Dragon Rouge : Le Congo dans la guerre froide, 1964 : Récit, Bruxelles, Le Cri, 2011, 164 p.  (ISBN 978-2-8710-6557-9)
- 2014 - Hannibal, Une traversée des Alpes, Bruxelles, Samsa éditions, 2014, 120 p.  (ISBN 978-2-87593-018-7) (d'après thèses de Lavis Trafford (passage des Alpes par le col de Savine-Coche) et les travaux de Goeffroy de Galbert[15])
- 2019 - Bruegel à Bruxelles, Samsa éditions, 2019, 126 p.  (ISBN 978-2-87593-244-0)
- 2021 - Ensor à Bruxelles, Samsa éditions, 2021, 160 p.  (ISBN 978-2-87593-310-2)
- 2025 - La vie et la mort selon Bruegel, Samsa éditions, 2025, 162 p. (ISBN 978-2-87593-586-1)